# Abbotsford International Airport

i7
i11
i13
Der Abbotsford International Airport (IATA: YXX; ICAO: CYXX) ist ein Flughafen in der kanadischen Provinz British Columbia. Er liegt vier Kilometer südwestlich des Stadtzentrums von Abbotsford und drei Kilometer nördlich der Grenze zu den USA. Der Flugplatz ist als airport of entry klassifiziert; daher sind dort Beamte der Canada Border Services Agency (CBSA) stationiert.
Abbotsford ist der zweitgrößte Flughafen in der Region Lower Mainland und gemessen an der Anzahl der Flugbewegungen der sechstgrößte in Kanada. Er dient als Entlastung für Linienflugzeuge von und zum 75 km weiter westlich gelegenen Vancouver International Airport. Darüber hinaus wird er von mehreren Charter- und Billigfluggesellschaften angeflogen (allen voran Westjet Airlines) und steht der allgemeinen Zivilluftfahrt zur Verfügung. Jeweils im August findet auf dem Flughafengelände die Abbotsford International Airshow statt, eine der bedeutendsten Flugschauen des Landes.

## Geschichte
Nach dem Start des Commonwealth Air Training Plan hielt die Royal Canadian Air Force (RCAF) Ausschau nach geeigneten Standorten zur Ausbildung von Piloten. 1940 erwarb sie außerhalb von Abbotsford ein Grundstück und baute einen Flugplatz, der im September 1943 fertiggestellt war.
Von 1952 bis 1958 war der Flugplatz geschlossen und wurde am 1. April 1958 von der Luftwaffe an das Verkehrsministerium übergeben. Diese ließ Hangar 2 in einen Terminal umbauen. Abbotsford dient hauptsächlich der allgemeinen Luftfahrt sowie als Ausweichstandort für den internationalen Flughafen von Vancouver. 1962 fand die erste Flugschau statt.
Am 1. Januar 1997 ging der Betrieb vom Verkehrsministerium an die Stadt Abbotsford über. Im selben Jahr wurde Abbotsford offiziell zu einem Flughafen für den Personenverkehr. Ende Dezember 1998 wurde ein neues Terminalgebäude in Betrieb genommen.

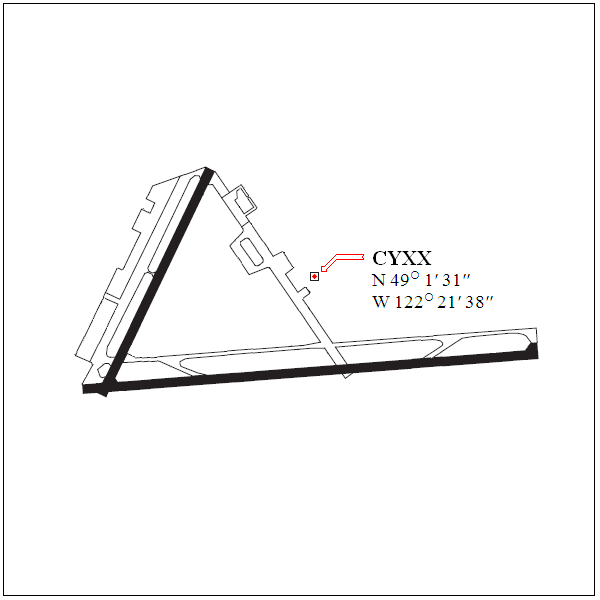
Flughafen Layout

## Start- und Landebahn
Beim Anflug auf den Flughafen stehen folgende Navigations- und Landehilfen zur Verfügung: NDB, ILS
- Landebahn 1/19, Länge 1624 m, Breite 61 m, Asphalt[5]
- Landebahn 7/25, Länge 2925 m, Breite 61 m, Asphalt/Beton.

Die Graslandebahn 1L/19R liegt zwischen nördlichen Hälfte der Landebahn 1/19 und der parallel verlaufenden Rollbahn.

## Service
Am Flughafen sind folgende Kraftstoffsorten erhältlich:
- AvGas  (100LL)
- Kerosin (Jet A-1)

## Fluggesellschaften
Zurzeit bieten folgende Gesellschaften Verbindungen von und nach Abbotsford Airport an:
- Air Canada
- Island Express Air
- Flair Airlines
- Swoop
- Westjet Airlines

## Verkehrszahlen
| Jahr | Fluggast-aufkommen | Flugbewegungen |
| ---- | ------------------ | -------------- |
| 2018 | 842.212            |                |
| 2017 | 677.653            |                |
| 2016 | 530.643            | 127.134        |
| 2015 | 487.833            | 131.962        |
| 2014 | 477.087            | 126.636        |
| 2013 | 478.341            | 114.388        |
| 2012 | 490.636            | 108.609        |
| 2011 | 475.223            | 96.864         |
| 2010 | 463.763            | 101.950        |
| 2009 | 471.508            | 122.994        |
| 2008 | 505.234            | 155.454        |
| 2007 | 508.464            | -              |
| 2006 | 502.633            | -              |